# 張美雄
張美雄（英語：Chris Cheung Mei-hung，1988年4月22日—），現任西貢區議會地區委員會界別議員。他分別於2015年香港區議會選舉及2019年香港區議會選舉中出選環保南選區（日出康城） 。
在第一次選舉中，張美雄以超過80%選票擊敗民建聯的胡綽謙成功晉身區議會 ，而在第二次選舉中則以過半數選票擊敗民主派隸屬將軍澳民生關注組的姜新華及政治素人吳可淇當選。在2023年香港區議會選舉，張美雄轉戰間選，以超過80%贊成票當選地區委員會界別議員。

## 公職

### 區議會公職
- 西貢區議會文化、康樂及地區設施管理委員會委員[5]
- 西貢區議員（環保南區）
- 西貢區議會教育、健康及社會福利委員會主席
- 西貢區議會房屋、規劃及環境委員會委員
- 西貢區防火委員會委員
- 西貢區公民教育委員會委員
- 職安局安全社會咨詢委員會員
- 東隧使用者聯絡小組成員
- 香港學界體育聯會西貢區小學分會副會長
- 康樂及文化事務署綠化大使
- 民生圓桌發起人
- 前將藍隧道、跨灣路工作小組主席
- 西貢區議會交通及運輸委員會委員
- 前屋宇署結構及岩土工程師紀律委員會
- 前注冊承建商紀律委員會及檢驗人員律委員會成員
- 前郵政服務咨詢聯席成員
- 西貢區議會銘謝地區人士工作小組成員
- 西貢區議會設施管理及社區參與工作小組成員
- 西貢區議會地區工程工作小組成員
- 西貢區議會藝術及文化活動工作小組成員
- 西貢區議會社區參與環境保護工作小組成員
- 西貢區議會長者友善社區工作小組成員
- 西貢區議會社會服務工作小組成員
- 西貢區議會健康安全城市活動工作小組成員
- 西貢區議會西貢區道路安全工作小組成員

## 從政

### 參選2015年區議會選舉
2015年香港區議會選舉，挑戰民建聯的胡綽謙，以超過80%選票贏得議席。 
2015年區議會選舉環保南區選區選舉結果
| 政党 | 政党   | 候选人    | 票数  | %     | ±      |
| ---- | ------ | --------- | ----- | ----- | ------ |
|      | 獨立   | ①. 張美雄 | 2,188 | 80.23 | 不適用 |
|      | 民建聯 | ②. 胡綽謙 | 539   | 19.77 | 不適用 |

### 參選2019年區議會選舉
2019年香港區議會選舉堅持獨立無黨派，迎來民主派隸屬將軍澳民生關注組的姜新華及政治素人吳可淇挑戰，最後仍然以過半數選票贏得議席。 
2019年區議會選舉環保南區選區選舉結果
| 政党 | 政党     | 候选人    | 票数  | %     | ±      |
| ---- | -------- | --------- | ----- | ----- | ------ |
|      | 民主派   | ①. 姜新華 | 2,063 | 30.43 | 不適用 |
|      | 獨立     | ②. 張美雄 | 3,577 | 52.77 | 不適用 |
|      | 政治素人 | ③. 吳可淇 | 1,139 | 16.80 | 不適用 |

### 2021年香港立法會選舉
2021年香港立法會選舉中，為新界東南候選人林素蔚助選，最後林成功以38214票成功當選成為新一屆立法會議員。

### 退出專業動力
2022年1月，聯同西貢區議會議員張展鵬及前議員陳繼偉退出專業動力，另牽頭成立中間偏建制派的智庫組織民生圓桌，並成為組織的召集人。

### 參選2023年區議會選舉
2023年香港區議會選舉，以獨立參選人身份參選地區委員會界別選舉，最後獲得近85%三會委員（分區委員會、地區撲滅罪行委員會或地區防火委員會）的支持票數，成功連任西貢區區議員。
2023年區議會選舉地區委員會界別選舉結果
| 政党       | 政党 | 候选人 | 票数 | %     | ±      |
| ---------- | ---- | ------ | ---- | ----- | ------ |
| 獨立參選人 | 13號 | 張美雄 | 94   | 84.68 | 不適用 |

## 爭議
2019年區議會選舉前夕，張美雄的競選橫額上「爭取港鐵全日直出北角」，錯把英文部分的 North Point寫成 North Pole，橫額圖片隨即在網上瘋傳及傳媒報導，網民更紛紛討論兼笑爆嘴。及後張美雄也知衰，雖表示是電腦自動較正出問題，但也自嘲是「北極雄」並在聖誕節身穿北極熊裝束答謝市民支持。

### 相關新聞
1. 政Whats噏：民署拒援，議員找辦事處出奇招《東網》2017年3月25日
2. 【Why Not】澀谷有斜行斑馬線，點解香港唔學？運輸署咁樣答…… （页面存档备份，存于）《香港01》2018年6月21日
3. 將軍澳填料庫擬延期5年，區議員轟政府反口《東網》2018年9月4日
4. 議員轟政府山竹善後各自為政，促重建將軍澳海濱長廊 《東網》2018年10月15日
5. 將軍澳領都勁加管理費，經理人酬金收8%，議員斥港鐵：食人唔𦧲骨《香港01》2019月1月11日
6. 漏水要求港鐵執漏不果，緻藍天業主反被控「毆打致他人受傷」 （页面存档备份，存于）《香港01》2019年1月28日
7. 實測新郵資標籤機揭漏洞：要輸入重量但冇磅、冇凸字輔助視障人士  （页面存档备份，存于）《香港01》2019年3月16日
8. 將軍澳違泊嚴重，區議員倡推智能共享泊車 （页面存档备份，存于）《東網》2019年5月20日
9. 【我區我主場】中間路線的反思:地區工作何價，政治工作何價 （页面存档备份，存于）《香港01》2019年12月10日
10. 【我區我主場】中間不是中立 為溝通務實立場正名 （页面存档备份，存于）《香港01》2019年12月11日
11. 政情：張美雄自彈自唱 拍片籲勤洗手 （页面存档备份，存于） 《東網》2020年3月30日
12. 發燒兼肚屙 張美雄爆染疫疑雲 （页面存档备份，存于）《東網》2020年7月23日
13. 【電視轉播】東張西望 ：將軍澳海濱長廊蠓患嚴重  （页面存档备份，存于）《東張西望 》2021年7月10日
14. 【港台特輯】日常8點半 ：將軍澳137區擬建水泥廠引起爭議 （页面存档备份，存于） 《港台－日常8點半 》2021年7月21日
15. 【電視訪問】時事多面睇 ：規管 無人機/航拍機 ？小型無人機令的法例建議 （页面存档备份，存于） 《時事多面睇》2021年8月26日
16. 新聞透視：航拍角度 （页面存档备份，存于）《TVB 新聞透視》2022年7月11日
17. 日出康城領都升降機招標惹爭議　業主不滿業委會持大量授權書攬權 （页面存档备份，存于） 《香港01》 2022年8月3日
18. 政Whats噏：公餘進修攞碩士　張美雄：將屆中年危機嘅安慰 （页面存档备份，存于） 《東網》 2022年12月27日
19. 張美雄｜如何提升年輕人對中史的興趣？ （页面存档备份，存于） 《香港01》 2023年2月17日
20. 張美雄｜精簡發展程序之餘　仍需平衡公眾權益 （页面存档备份，存于）《香港01》2023年2月24日
21. 張美雄｜是「官僚文化」還是「投訴文化」讓香港容不下藝術？（页面存档备份，存于）《香港01》 2023年3月9日
22. 【新聞透視】將軍澳綫班次難加密 137區延綫何去何從？ （页面存档备份，存于）《無綫新聞》 2023年4月29日
23. 選區變大　張美雄指要增加資源 （页面存档备份，存于）《東網》2023年5月30日
24. 西貢換壞燈等到秋天 跨灣橋晚晚黯然銷魂《我家》2023年6月1日 （页面存档备份，存于）
25. HoyTV 一線搜查：將軍澳寶邑路交通規劃不完善 2023年6月14日 （页面存档备份，存于）
26. 將軍澳南橋組裝工程啟動 《星島網》2023年6月18日 （页面存档备份，存于）

（页面存档备份，存于）
1. 張美雄｜如何推動「在居處離世」，讓病人能作主最後人生旅程？《香港01》2023年6月26日 （页面存档备份，存于）
2. HoyTV 一線搜查：將軍澳黃泥水問題持續十年 2023年6月30日 （页面存档备份，存于）
3. 康城社區音樂會慶回歸　多名議員登台大展歌喉｜政壇諸事町 《香港01》 2023年7月2日 （页面存档备份，存于）

## 外部連結
- 西貢區議會區議員資料 （页面存档备份，存于）
- 張美雄議員Facebook專頁 （页面存档备份，存于）
- 張美雄議員Youtube頻道－美雄乜乜乜 meimeicheung （页面存档备份，存于）
- https://blog.ulifestyle.com.hk/cheungmeihung Ublog 張美雄

| 前任： 首任 | 西貢區議員（環保南） 2015年 - | 繼任： 現任 |

1. ↑  . 2022年12月27日  [2023年6月15日]. （原始内容存档于2023年6月15日）.
2. ↑  西貢區議員新丁無處容身　無奈擬設貨櫃議辦 （页面存档备份，存于） 《東網》2016年1月25日
3. ↑  2015年香港區議會選舉西貢區選舉結果 （页面存档备份，存于） 《香港特別行政區選舉事務處》2015年12月9日
4. ↑   （页面存档备份，存于） 《2023年區議會一般選舉》2023年12月11日
5. ↑  西貢區議會議員資料－張美雄先生 （页面存档备份，存于） 《西貢區議會》2018年3月26日
6. ↑  民生圓桌網站 （页面存档备份，存于），Facebook
7. ↑   「民生圓桌」政總外遞請願信 促陳茂波增設8,000元SEN「訓練券」，新報人